# 초계문신
초계문신(抄啓文臣)은 조선 후기 규장각에서 특별교육과 연구과정을 밟던 문신(文臣)들을 칭하는 용어이다.

## 내력
이 제도는 세종때부터 시행되었던 사가독서제(賜暇讀書制)의 전통을 이어받은 것이며 그 운영 방식은 1781년 편찬된 문신강제절목(文臣講製節目)에 규정되어 있다. 초계문신은 37세 이하의 당하관 중에서 선발하여 본래의 직무를 면제하고 연구에 전념하게 하며 1개월에 2회의 구술고사와 1회의 필답고사로 성과를 평가하게 하였는데 규장각을 설립한 정조가 직접 강론에 참여하거나 직접 시험을 보며 채점하기도 하였다. 교육과 연구의 내용은 유학을 중심으로 하였으나 문장 형식이나 공론에 빠지는 것을 경계하고 경전의 참뜻을 익히도록 하였으며 40세가 되면 초계문신에서 졸업시켜 연구성과를 국정에 적용하게 하였다.
그러나 초계문신 출신인 정약용(丁若鏞)은 초계문신제의 문제점을 다음과 같이 비판하였다.
내각에서 초계하는 것은 태평성대의 훌륭한 일이다. 그러나 나라에서 과거 보이는 법을 마련한 까닭은 어진 이를 택해서 뽑고, 그 능함을 알아서 등용하려 함이다. 이미 과거로 뽑아서 벌써 벼슬에 제수했고 이미 청화(淸華)의 지위에 좌정했는데, 이 사람을 다시 시험하고 다시 고과(考課)하니, 이것이 어찌 어질고 유능한 자를 대우하는 도리인가. […] 이것으로 놀이하고 잔치하거나 혹 군신 간에 서로 농지거리하는데 가까우면 독서당[湖堂]의 제술(製述)하는 것도 진실로 좋은 일이 아니다. […] 또 비록 총명한 사람이라도 어전 지척에 돌아앉아서 여러 가지 경서를 강하도록 하니, 잘못 실패하는 때도 있어 황구(惶懼)한 땀이 등을 적시기도 한다. 혹 가벼운 벌이라도 받게 되면 졸렬함이 다 드러나는데, 어린애[童蒙] 같이 때리며 생도같이 단속한다.

국왕은 모름지기 "자신에게 가르침을 줄 수 있는 자를 신하로 삼기 좋아해야" 하는데 정반대로 "거만하게 스스로를 성인이라고 여기면서 신하들의 의견을 깔보기 때문에, 서슴없이 할말을 다하는 기상이 사라지고 있다"는 김종수의 주장과 그 방향을 같이 하고 있다.
1781년부터 1800년까지 10차에 걸쳐 138명이 선발되었고 세도정치하에서 중단되었다가 헌종이 정조를 모델로 왕권강화정책을 추진하던 중 1847년과 이듬해 두 차례에 걸쳐 56명을 선발한 바 있으나 후대로 이어지지 못했다. 
초계문신을 역임한 문신들의 명단은 초계문신제명록(抄啓文臣題名錄)에 전체 명단이 정리되어 있다.

## 같이 보기
- 규장각